# ناكانو (ناغانو)
مدينة ناكانو (باليابانية:中野市) هي أحد المدن التابعة لمحافظة ناغانو. تأسست رسميًا في 01/04/2005. ويقدر عدد سكانها بـ 46295 نسمة حسب تقدير مكتب الإحصاء الياباني لعام 2012. تبلغ مساحة ناكانو 112.06 كم2. بكثافة سكانية تبلغ 413 نسمة/كم2.

## أعلام
- ساتوشي ياناجيساوا
- ريويتشي ساكاموتو
- جو هيسايشي
- تاكاشي شينوهارا
- تيتسو ناجاتا